# Antonio Nava
Antonio Nava Castillo (ur. 5 września 1905 w Ixcaquixtla, zm. 28 marca 1983 w mieście Meksyk) – meksykański zawodnik polo, członek reprezentacji Meksyku na letnich igrzyskach olimpijskich w 1936 roku, brązowy medalista olimpijski.
Na Letnich Igrzyskach Olimpijskich 1936 w Berlinie zdobył brązowy medal po zwycięstwie z Węgrami w meczu o trzecie miejsce. Były to jego jedyne igrzyska olimpijskie. Zespół razem z nim tworzyli Juan Gracía, Alberto Ramos i Julio Mueller.